# Trockenrasen-Johanniskrauteule

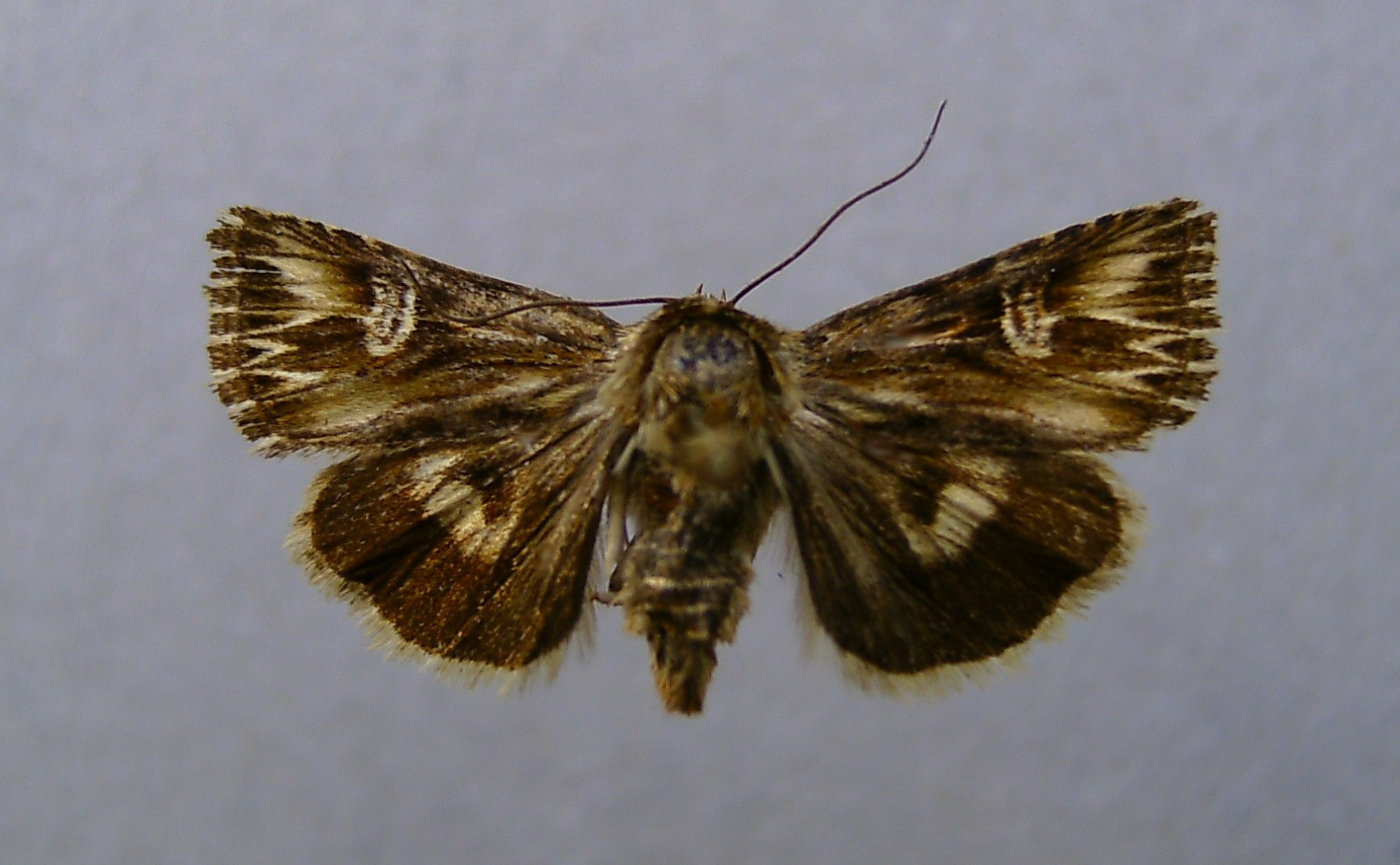
Präparat

Die Trockenrasen-Johanniskrauteule (Actinotia radiosa) ist ein Schmetterling (Nachtfalter) aus der Familie der Eulenfalter (Noctuidae).

## Merkmale

### Falter
Die Flügelspannweite der relativ kleinen Falter beträgt 28 bis 33 Millimeter. Die Grundfärbung der Vorderflügel variiert in meist dunklen bräunlichen Tönungen, von denen sich die Nierenmakel cremefarbig  hervorheben. In der weißlichen Wellenlinie ist ein deutliches W-Zeichen zu erkennen. Einige Felder in der Postdiskalregion sind gelblich aufgehellt. Am Saum befinden sich abwechselnd gelbe und braune Fransen. Die Hinterflügel sind schwarzbraun gefärbt und zeigen einen dunklen Mondfleck im helleren Wurzelfeld.

### Raupe
Ausgewachsene Raupen haben eine graubraune, leicht rötlich schimmernde Färbung. Rücken- und Nebenrückenlinien sind schmal und braungrau, Seitenstreifen breit und rötlichgelb getönt.

### Puppe
Die bräunlich glänzende Puppe ist kurz, gedrungen und am gerundeten Ende mit Dornen versehen.

### Ähnliche Arten
Aufgrund der markanten Zeichnung sind die Falter unverwechselbar.

## Verbreitung und Lebensraum
Die Verbreitung der Art umfasst Südeuropa, den südlichen Teil Mitteleuropas, Kleinasien, Südrussland und das Kaukasusgebiet. Die Tiere sind hauptsächlich auf blütenreichen Trockenrasenflächen und Sandfluren sowie an sonnigen  Hängen und Halden anzutreffen. Im Gebirge steigen sie bis auf etwa 1800 Meter Höhe.

## Lebensweise
Die Falter fliegen in zwei Generationen, von April bis Mai sowie von Juli bis August,  sind überwiegend tagaktiv und saugen gerne an verschiedenen Blüten. Dazu gehören Vogel-Wicke (Vicia cracca), Wiesensalbei (Salvia pratensis) sowie Natternkopf- (Echium), Esparsetten- (Onobrychis) und Thymianarten (Thymus). Nur gelegentlich erscheinen sie nachts an künstlichen Lichtquellen oder angelegten Ködern. Die Raupen ernähren sich von Johanniskrautarten (Hypericum) und bevorzugen deren Blüten und Früchte. Am Tage halten sie sich verborgen. Die Puppe überwintert in einem leichten Gespinst an der Erde.

## Gefährdung
In Deutschland kommt die Trockenrasen-Johanniskrauteule an wenigen Stellen in Baden-Württemberg vor. Sie wird auf der Roten Liste gefährdeter Arten in Kategorie 1 (vom Aussterben bedroht) eingestuft.